# طلعت زكريا
طلعت زكريا (18 ديسمبر 1960 - 8 أكتوبر 2019)، ممثل مصري.

## عن حياته
تخرج من قسم التمثيل والإخراج بالمعهد العالي للفنون المسرحية عام 1984 وبدأ مشواره الفني خلال مسرحية الشخص عام 1982 وقدّم عدداً من الأعمال التلفزيونية والمسرحية. وفي سبتمبر 2007 أُصيب بالتهاب في أحد شرايين المخ مما أدى إلى إصابته بغيبوبة  لكنه تعافى منها لاحقا وحقق فيلمه طباخ الريس إيرادات جيدة، متزوج وله من الأبناء عمر وأميمة، توفي في 8 أكتوبر 2019 إثر أزمة صحية، عن عمر يناهز 59 عاما، حيث تدهورت حالته الصحية خلال الساعات الأولى من الفجر، وتم نقله لإحدى مستشفيات السادس من أكتوبر، ليتوفى هناك.

### موقفه من الثورة المصرية
كان من أكثر الفنانين معارضة لثورة 25 يناير، حيث اتهم الموجودين بميدان التحرير بأنهم شباب منحرفين يمارسون الجنس الجماعي ، ويشربون المخدرات ، وبعد نجاح الثورة المصرية بإنهاء نظام مبارك قام نشطاء على مواقع الإنترنت بإنشاء قوائم عرفت باسم القائمة السوداء أو قائمة العار وقاموا بإضافته لهذه القائمة نظراً لما قاله على الثورة وشباب الثورة المصرية.

## أعماله

### الأفلام
- 1984: حادي بادي
- 1985: ملائكة الشوارع
- 1996: بخيت وعديلة 2: الجردل والكنكة
- 1998: أبو خطوة
- 1999: ولا في النية أبقى
- 1999: نور ونار
- 2000: ليه خلتني أحبك
- 2000: شجيع السيما
- 2000: الأجندة الحمراء
- 2001: حرامية في كي جي تو
- 2001: جاءنا البيان التالي
- 2001: اللبيس
- 2001: الرجل الأبيض المتوسط
- 2001: إحنا أصحاب المطار
- 2002: هو فيه إيه
- 2002: محامي خلع
- 2003: كلم ماما
- 2003: حرامية في تايلاند
- 2003: إوعى وشك
- 2003: المشخصاتي
- 2003: التجربة الدنماركية
- 2004: غبي منه فيه
- 2004: عوكل
- 2004: خالتي فرنسا
- 2005: فتح عينيك
- 2005: سيد العاطفي
- 2005: حريم كريم
- 2005: السيد أبو العربي وصل
- 2005: أبو علي
- 2006: كلام في الحب
- 2006: قصة الحي الشعبي
- 2006: عودة الندلة
- 2006: عمارة يعقوبيان
- 2006: حاحا وتفاحة
- 2008: طباخ الريس
- 2009: صياد اليمام
- 2010: بون سواريه
- 2011: الفيل في المنديل
- 2012: بنطلون جوليت
- 2014: اللي جاي أحسن
- 2015: الجيل الرابع 4G
- 2017: حليمو أسطورة الشواطئ
- 2019: أخناتون في مراكش
- 2020: بعد الخميس

### المسلسلات
- 1987: ع الأصل دور
- 1990: هي وغيرها
- 1990: حفنة من رجال
- 1991: رحلة أبو الوفا
- 1991: النوة
- 1991: الخطر
- 1993: الوعد الحق
- 1994: سر الأرض
- 1995: حكايات من حارتنا
- 1995: أنا اللي أستاهل
- 1995: ألف ليلة وليلة
- 1996: الرجل والليل
- 1996: أبو العلا 90
- 1997: وجاري البحث عن شحتة
- 1997: عوضين وإمبراطورية عين
- 1997: عباسية واحد
- 1997: حياة الجوهري
- 1997: حلم الجنوبي
- 1997: بحار الغربة
- 1997: السيد هيصة
- 1997: الخط الساخن
- 1998: عريس بالصدفة
- 1998: أوراق من المجهول
- 1998: القرموطي في مهمة سرية
- 1998: الضوء الشارد
- 1998: السيرة العاشورية: الحرافيش (ج1)
- 1999: ميراث الريح
- 1999: حكيم روحاني حضرتك
- 1999: الإعصار
- 1999: أحلام مؤجلة
- 1999: شيكورونة
- 2000: قط وفار فايف ستار
- 2001: ضبط وإحضار
- 2001: أحلام الكمنجاتي
- 2002: لا تخرجوا آدم من الجنة
- 2002: سيرة سعيد الزواني
- 2002: جائزة نوفل
- 2002: إنسى اللي فات يا فرحات
- 2002: أميرة في عابدين
- 2002: الدنيا حظوظ
- 2002: الأحلام البعيدة
- 2003: ملفات سرية
- 2003: رياح الماضي
- 2003: حد السكين
- 2003: البنات
- 2003: اختطاف
- 2003: اثنان على الطريق الصعب
- 2004: عيش أيامك
- 2004: حلم الغلبان
- 2004: المعمورة
- 2005: من غير ميعاد
- 2005: مبروك جالك قلق
- 2005: عبد الحميد أكاديمي
- 2005: راديو ستار
- 2005: بابا في تانية رابع
- 2006: المطعم تشي توتو
- 2007: راجل وست ستات (ج1)
- 2008: معكم على الهواء هايم عبد الدايم
- 2008: راسين في الحلال
- 2009: بيت العيلة (ج1)
- 2010: زهرة وأزواجها الخمسة
- 2010: جوز ماما (ج1)
- 2011: فينك 2
- 2011: صايعين ضايعين
- 2013: نظرية الجوافة
- 2013: العراف
- 2014: مبسوطة يا توتة
- 2014: عفاريت محرز
- 2014: المرافعة
- 2016: زنوبيا والصمرقع
- 2016: بس مباشر
- 2017: عائلة حاحا
- 2017: الزيبق
- 2018: عزمي وأشجان

### المسرحيات
- 1982: الشخص
- 1987: فارس وبني خيبان
- 1990: البعبع
- 1991: المستخبي
- 1991: الحرامية أهم
- 1991: البراشوت
- 1992: إيه اللي حصل في شهر العسل
- 1994: تكسب يا خيشة
- 1994: الدبابير
- 1995: بهلول في إسطنبول
- 1997: عائلة الفك المفترس
- 1997: المحظوظ وأنا
- 1998: أنا ومراتي ومونيكا
- 2000: العصمة في إيد حماتي
- 2001: دو ري مي فاصوليا
- 2005: خلوصي حارس خصوصي
- 2006: كحيون ربح المليون
- 2010: سكر هانم
- 2012: وبعدين - عرضت في الكويت
- 2012: كوتش
- 2014: بابا جاب موز
- 2015: أبو جزمة بنفسجي
- 2016: رسمي فهمي نظمي
- 2017: سيبوني أغني

### الرسوم المتحركة
- 2008: سوبر هنيدي (ج1)
- 2009: سلطان ومبروك وجميلة
- 2009: سوبر هنيدي (ج2)
- 2013: عويضة تيتانيك
- 2014: سوبر هنيدي (ج3)
- 2015: سوبر هنيدي (ج4)

### البرامج
- 2011: المقنع
- إدينى عقلك
- طبخة وضحكة
- الحقونا

### المسلسلات الإذاعية
- 2000: حاجة تجنن
- 2010: حمزة وفتحية على 900

### الفوازير
- 1993: المتزوجون في التاريخ
- 1996: زي النهارده
- 1999: حلم ولا علم

## وفاته
توفي في 8 أكتوبر 2019 عن عمر يناهز 58 عامًا ودُفن في مقابر العمود بمدينة الإسكندرية.

## وصلات خارجية
- طلعت زكريا على موقع IMDb (الإنجليزية)
- طلعت زكريا على موقع الدهليز
- طلعت زكريا على موقع قاعدة بيانات الأفلام العربية
- طلعت زكريا على موقع قاعدة بيانات الفيلم (الإنجليزية)